# Patrick Meyer
Patrick Meyer (Eupen, 12 september 1969) is een voormalig Belgisch politicus.

## Levensloop
Meyer werd beroepshalve fotograaf op een industriële werf en politiek secretaris bij de christelijke arbeidersbeweging. Hij was ook de medewerker van Mathieu Grosch en directeur bij het christelijk ziekenfonds. 
Van 1995 tot 2012 was hij voor de CSP gemeenteraadslid en schepen van Eupen. Tevens was hij van 1995 tot 2014 lid van het Parlement van de Duitstalige Gemeenschap. In 2014 verliet hij de politiek.